# Apostelinnen des Heiligsten Herzens Jesu

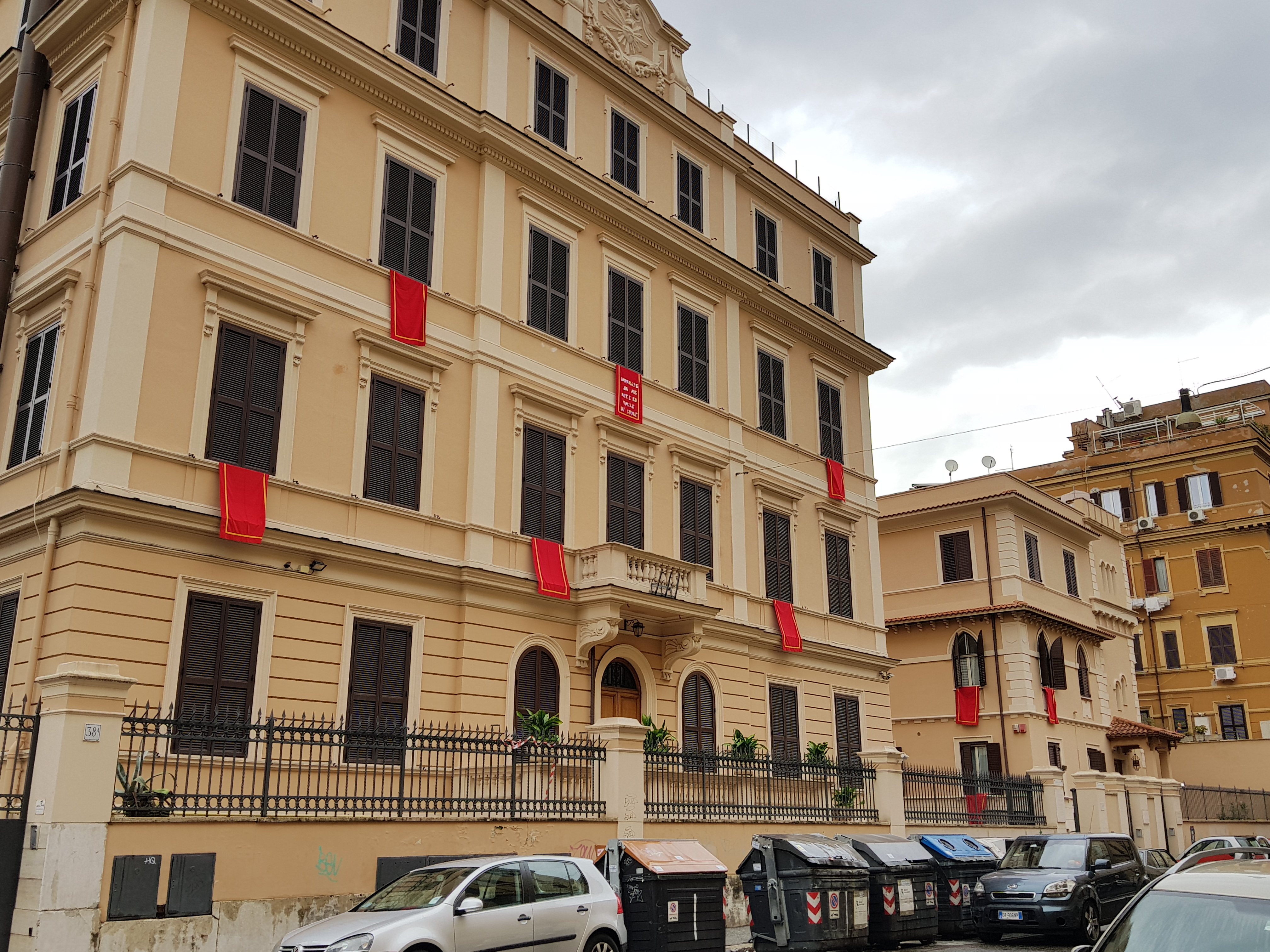
Generalat ASCJ in Rom

Die Apostelinnen des Heiligsten Herzens Jesu (Lateinisch: Apostolae Sacri Cordis Jesu; Ordenskürzel: ASCJ) sind ein römisch-katholischer Frauenorden. Sie sind am Hauptsitz in Italien unter dem Namen Apostole del Sacro Cuore di Gesù bekannt.
Die Ordensgemeinschaft wurde am 30. Mai 1894 in Viareggio von der italienischen Ordensschwester Clelia Merloni gegründet; 1900 wurde das Mutterhaus nach Piacenza verlegt, wo Bischof Giovanni Battista Scalabrini die Nonnen bat, die Missionare der Congregatio Scalabriniana bei der Betreuung von Auswanderern zu unterstützen. Das Institut erhielt am 17. Juli 1921 das Decretum laudis durch Papst Benedikt XV., die Anerkennung am 24. März 1931 vom Heiligen Stuhl und die Konstituierung am 17. Oktober 1941. Das Motto der Ordensgemeinschaft ist Caritas Christi Urgent Nos.
Das Ziel der Apostelinnen des Heiligsten Herzens Jesu ist es, durch Katechese, Erziehung junger Menschen und Kinder sowie durch die Unterstützung älterer und kranker Menschen die Hingabe an das Heilige Herz Jesu zu verbreiten.
Das Generalat hat ihren Sitz seit 1916 in Rom. Ordensprovinzen sind eingerichtet in:
- Italien, Sitz in Silvi (Mutterhaus)
- Brasilien, Sitz in São Paulo und Curitiba
- Argentinien, Sitz in Buenos Aires
- USA, Sitz in Hamden

mit Engagements in:
- Italien, Brasilien, USA, Schweiz, Argentinien, Chile, Albanien, Mosambik, Uruguay, Paraguay, Benin, Philippinen, Haiti, Irland und Portugal.

Die Ordensgemeinschaft betreibt die US-amerikanischen High Schools Sacred Heart Academy in Hamden (Connecticut), die Notre Dame High School in West Haven (Connecticut) und die Cor Jesu Academy in St. Louis.